# Галгау (Салаж)
Галгау (рум. Gâlgău) насеље је у Румунији у округу Салаж у општини Галгау. Oпштина се налази на надморској висини од 222 m.

## Становништво
Према подацима из 2011. године у насељу је живело 838 становника.